# Ordem (sacramento)
A Ordem (do latim Ordo, dinis: boa disposição das coisas) é um dos sete sacramentos do catolicismo que confere o poder e a graça de exercer funções e ministérios eclesiásticos que se referem ao culto de Deus e à salvação das almas, e que imprime na alma de quem o recebe o caráter de ministro de Deus. Pela imposição das mãos e pelas palavras do bispo, este sacramento faz dos homens diáconos, presbíteros ou bispos. Atribui aos presbíteros os poderes de, em nome de Jesus, perdoar os pecados e de consagrar o pão e o vinho em Corpo e Sangue de Jesus Cristo (a Eucaristia) e de conferir, conforme o seu grau, os outros sacramentos.
Por divina instituição, pelo sacramento da Ordem, alguns dentre os fiéis, pelo carácter indelével com que são assinalados, são constituídos ministros sagrados, isto é, são consagrados e delegados  a fim de que, personificando Cristo, cada qual no seu respectivo grau, apascentem o povo de Deus, desempenhando o múnus de ensinar, santificar e governar (cf. Direito Canónico de 1983: Cânon 1008). Na Igreja Católica, somente um varão batizado pode receber validamente a ordenação sagrada.
A Ordem é verdadeiro sacramento da "Nova Lei" (veja "Ligar e Desligar"), instituído por Jesus Cristo (Lucas 22:19; Mateus 16:19; Mateus 18:18; João 15:16 e João 20:21–23).

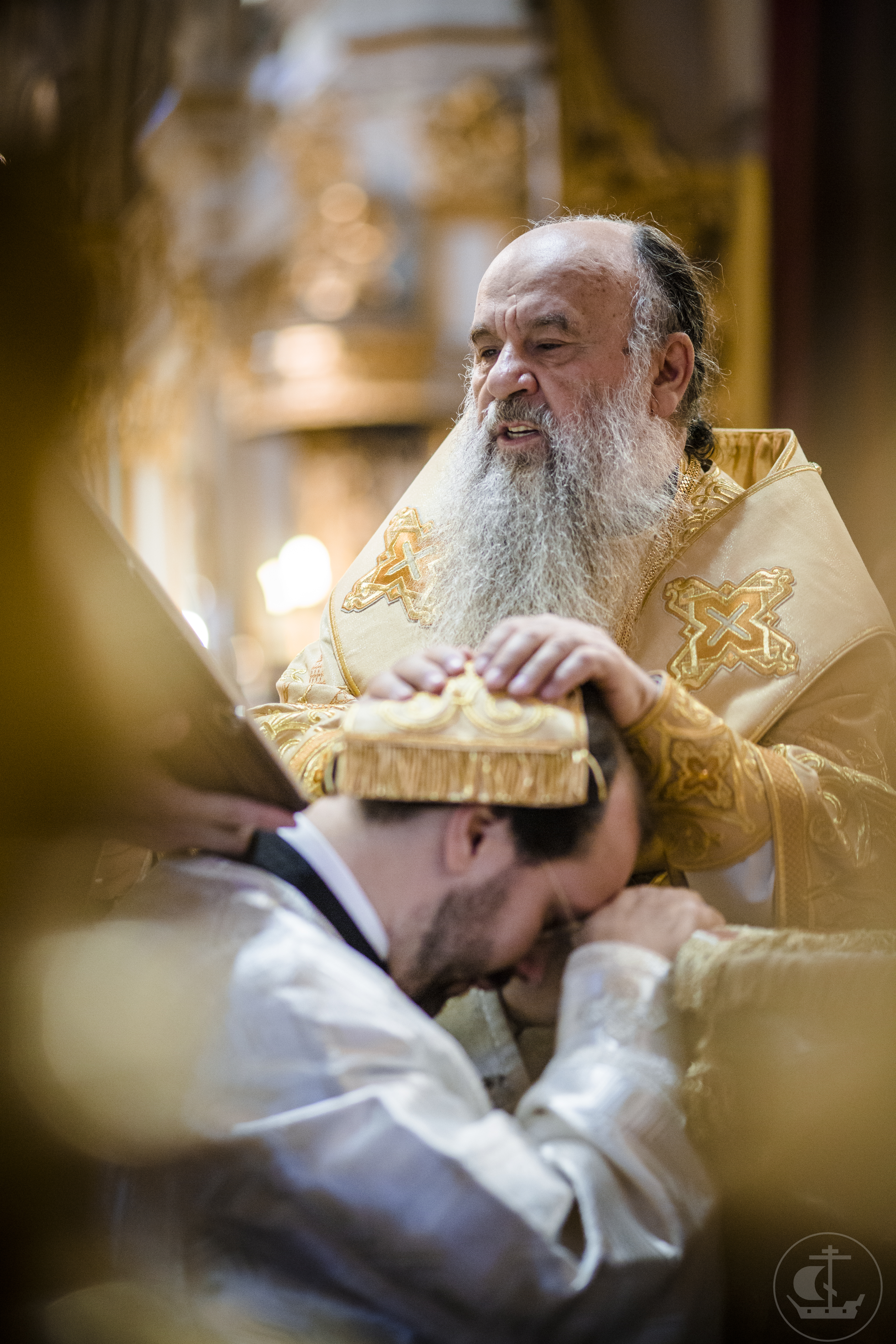
O metropolita Varsonofy (Sudakov) ordena o diácono Andrei Bondarev como sacerdote.

## Nome do Sacramento
Chama-se Ordem porque consiste em vários graus, uns subordinados aos outros, dos quais resulta a sagrada Hierarquia.
Constando claramente por testemunho da divina Escritura, da tradição Apostólica e do consentimento unânime dos Padres, que a ordem sagrada, que consta de palavras e sinais exteriores, confere graça, ninguém pode duvidar que a ordem é verdadeira e propriamente um dos sete sacramentos da Santa Igreja, pois o Apóstolo disse: "Te advirto para que despertes a graça de Deus que existe em ti, pela imposição de minhas mãos, porque o Espírito que o Senhor nos deu, não é de temor, mas sim de virtude, de amor e de sobriedade.
Dentre os graus da Ordem, o supremo entre eles é o Episcopado, que contém a plenitude do Sacerdócio; em seguida o Presbiterado ou Sacerdócio simples e depois o Diaconado.
O Sacerdócio católico é necessário na Igreja, porque sem ele os fiéis estariam privados do Santo Sacrifício da Missa e da maior parte dos Sacramentos; não teriam quem os instruísse na fé, e ficariam como ovelhas sem pastor à mercê dos lobos; em suma, não existiria a Igreja como Cristo a instituiu.
A ordem é dividida em duas hierarquias: 
- Ordens Menores, as que não consagram de modo definitivo que as recebe: ostiário, leitor, exorcista e acólito.
- Ordens Maiores, as que consagram de modo definitivo ao serviço de Deus: subdiaconato, diaconato, presbiterado e episcopado.

Após as reformas litúrgicas do Concílio Vaticano II, o papa Paulo VI extinguiu as quatro Ordens Menores e o subdiaconato. Pelas Cartas Apostólicas Ministeria Quædam, de 15 de agosto de 1972, o Papa Paulo VI manteve o leitorato e o acolitato como ministérios da Igreja Latina, podendo ser concedidos a leigos e sendo obrigatórios aos candidatos ao diaconato e ao presbiterado. Com a denominação de apenas Ordem ficaram os graus de: diaconato, presbiterado e episcopado na Igreja Latina. O Papa Bento XVI restaurou as ordens menores para os sacerdotes formados segundo o rito tradicional. Os católicos tradicionalistas da Fraternidade Sacerdotal São Pio X, assim como outras associações apostólicas tradicionais de vida sacerdotal usam todas as ordens.

## Condenação às heresias
Cânones do Sacramento da Ordem no Concílio de Trento:
Cânone I - Se alguém disser que não existe no Novo Testamento, sacerdócio visível e externo, ou que não existe poder algum em consagrar e oferecer o verdadeiro Corpo e Sangue do Senhor, nem de perdoar ou não perdoar os pecados, mas apenas o ofício e mero ministério de pregar o Evangelho, ou que os que não pregam não são absolutamente sacerdotes, seja excomungado.
Cânone II - Se alguém disser que não existe na Igreja Católica, além do sacerdócio, outras ordens maiores e menores, pelas quais, como por certos graus, se ascenda ao sacerdócio, seja excomungado.
Cânone III - Se alguém disser que a Ordem ou a ordenação sagrada não é própria e verdadeiramente Sacramento estabelecido por Cristo nosso Senhor, ou que é função humana inventada por pessoas ignorantes das matérias eclesiásticas, ou que apenas é um certo ritual para eleger ministros da Palavra de Deus e dos Sacramentos, seja excomungado.
Cânone IV - Se alguém disser que não se confere o Espírito Santo pela sagrada ordenação e que em consequência são inúteis estas palavras dos Bispos: "recebe o Espírito Santo", ou que a Ordem não imprime caráter, ou que aquele que uma vez foi sacerdote, pode voltar a ser leigo, seja excomungado.
Cânone V - Se alguém disser que a sagrada unção a qual é usada pela Igreja na colação das Sagradas Ordens, não só não é necessária, mas também depreciável e perniciosa, assim como as outras cerimônias da Ordem, seja excomungado.
Cânone VI - Se alguém disser que não existe na Igreja Católica uma hierarquia estabelecida por instituição divina, a qual consta dos Bispos, presbíteros e ministros, seja excomungado.
Cânone VII - Se alguém disser que os Bispos não são superiores aos presbíteros ou que não tem poder para confirmar e ordenar, ou que o que tem é comum aos presbíteros, ou que as ordens que conferem, sem o consentimento do povo ou qualquer poder secular, são nulas, ou que os que não tenham sido devidamente ordenados, nem enviados por poder eclesiástico ou canônico, mas que vem de outra parte qualquer, são ministros legítimos da pregação ou Sacramentos, seja excomungado.
Cânone VIII - Se alguém disser que os Bispos que são elevados à dignidade episcopal por autoridade do Pontífice Romano, não são legítimos e verdadeiros Bispos, senão uma função humana, seja excomungado.

## Ordenação
A ordenação é o nome dado à celebração religiosa para elevação hierárquica através de ordens sacras. É um dos sete sacramentos cristãos, segundo o Catolicismo. 
Os protestantes reconhecem-no como uma ordenança bíblica, mas não como sacramento.

## Ordenação episcopal
Pelo motivo de que no sacramento da Ordem, assim como no Batismo e na confirmação se impõe um caráter que não se pode apagar nem tirar, com justa razão o Concílio de Trento condena a sentença dos que afirmam que os sacerdotes do Novo Testamento apenas terão poder temporal, ou por tempo limitado, e que legitimamente ordenados podem passar novamente a leigos com apenas a condição que não exerçam o ministério da pregação, pois qualquer pessoa que afirmasse que os cristãos são promiscuamente sacerdotes do Novo Testamento, ou que todos gozam entre si de igual poder espiritual, não estaria fazendo mais que confundir a hierarquia eclesiástica que é em si, como um exército ordenado na campanha, e seria o mesmo que, contra a doutrina do bem-aventurado São Paulo, se todos fossem Apóstolos, todos Profetas, todos Evangelistas, todos Pastores, e todos Doutores.
Movido por isto, declara o Concílio de Trento que além dos outros graus eclesiásticos, pertencem em primeiro lugar a esta ordem hierárquica, os Bispos, que sucederam os Apóstolos, que são ordenados pelo Espírito Santo, como diz o mesmo Apóstolo, para governar a Igreja de Deus, que são superiores aos presbíteros, que conferem o sacramento da Confirmação, que ordenam os ministros da Igreja e podem executar muitas outras coisas em cujas funções não tem poder algum os demais ministros de ordem inferior.
Ensina, além disso, o Concílio que para a ordenação dos Bispos, dos sacerdotes e demais ordens, não se requer o consentimento nem da vocação, nem autoridade do povo, nem de nenhum poder secular, nem magistrado, de modo que sem ela, ficam nulas as ordens. Pelo contrário, decreta que todos os destinados e instituídos apenas pelo povo, ou poder secular, ou magistrado, ascendem a exercer estes ministérios e os que lhes sejam atribuídos por sua temeridade, não se devem tomar por ministros da Igreja, mas sim por vagabundos e ladrões que não entraram pela porta. Estes são os pontos que pareceu ao Concílio ensinar geralmente aos fiéis cristãos sobre o sacramento da Ordem, resolvendo ao mesmo tempo condenar a doutrina contrária a eles próprios e determinados cânones do modo de que se exponha, para que seguindo todos com o auxílio de Jesus Cristo, esta regra de fé, possam, entre as trevas de tantos erros, conhecer facilmente as verdades católicas e conservá-las.
O Báculo Pastoral (que simboliza que o bispo é o pastor das ovelhas de Cristo, isto é, dos membros da Igreja) e a mitra (que simboliza a pureza e a autoridade dos bispos).